# Jackie Washington (Leichtathletin)
Jackie Washington (* 17. Juli 1962) ist eine ehemalige US-amerikanische Sprinterin.
Bei den Panamerikanischen Spielen 1983 in Caracas gewann sie Silber über 100 m und siegte in der 4-mal-100-Meter-Staffel.

## Persönliche Bestzeiten
- 100 m: 11,11 s, 3. Juli 1983, Colorado Springs
- 200 m: 22,68 s, 4. Mai 1986, Houston
- 100 m Hürden: 13,18 s, 20. Juni 1981, Sacramento